# Distrikt Morococha
Der Distrikt Morococha liegt in der Provinz Yauli in der Region Junín in Zentral-Peru. Der Distrikt wurde am 21. Dezember 1907 gegründet. Er hat eine Fläche von 265 km². Beim Zensus 2017 wurden 5222 Einwohner gezählt. Im Jahr 1993 lag die Einwohnerzahl bei 7347, im Jahr 2007 bei 5397.
Sitz der Distriktverwaltung ist seit dem 12. September 2013 die etwa 4250 m hoch gelegene Kleinstadt Nueva Morococha mit 3699 Einwohnern (Stand 2017). Diese entstand, als die Bewohner der weiter westlich gelegenen Kleinstadt Morococha rücksichtslos umgesiedelt wurden, um dem Kupferbergwerk Toromocho Platz zu machen. Nueva Morococha befindet sich 19 km westsüdwestlich der Provinzhauptstadt La Oroya. Die Bahnstrecke von Lima nach La Oroya führt durch den Distrikt.

## Geographische Lage
Der Distrikt Morococha liegt im Andenhochland im Westen der Provinz Yauli. Der Distrikt erstreckt sich über das Quellgebiet des Río Yauli und reicht im Westen bis an die kontinentale Wasserscheide mit dem 4818 m hohen Paso Ticlio. Der Norden des Distrikts wird über die Flüsse Río Pucayacu und Río Cuchayoc zum Río Mantaro entwässert. Der Süden wird vom Río Pucara, einem linken Nebenfluss des Río Yauli nach Osten entwässert. Dort befindet sich die Seen Laguna Huacracocha und Laguna Huascocha.
Der Distrikt Morococha grenzt im Westen an den Distrikt Chicla (Provinz Huarochirí), im Nordwesten an den Distrikt Marcapomacocha, im Nordosten an den Distrikt Paccha, im Südosten an den Distrikt Santa Rosa de Sacco sowie im Süden an den Distrikt Yauli.

## Ortschaften
Im Distrikt gibt es neben dem Hauptort folgende größere Ortschaften:
- Pucara (306 Einwohner)
- San Francisco de Asis de Pucara (952 Einwohner)

## Bergbau
Der Distrikt ist vom Bergbau geprägt. Der größte Bergbaubetrieb ist das 2013 in Betrieb genommene Kupferbergwerk Toromocho, das vom chinesischen Konzern Chalco (Aluminum Corporation of China), auch Chinalco abgekürzt, betrieben wird. Dem Bergwerk ist eine Anlage zur Aufbereitung des Kupfererzes angegliedert. Vor allem dank des Bergwerks Toromocho überholte die peruanische Kupfergewinnung bereits im Jahre 2016 die chinesische.